# Billy Mitchell (jugador de videojuegos)
William «Billy» James Mitchell Jr. (Holyoke, 17 de julio de 1965)  es un propietario de restaurantes, empresario y un exjugador competitivo estadounidense. Inicialmente saltó a la fama en la década de 1980 cuando la revista Life lo incluyó en una serie de vídeos de los campeones de los videojuegos durante el apogeo de la edad de oro de los videojuegos arcade. Aunque una vez reconocido como el poseedor de varios registros notables en los juegos clásicos, una investigación de 2018 descubrió que varias puntuaciones de Mitchell eran fraudulentas, habiendo sido obtenidas deshonestamente. Como resultado, sus puntajes fueron eliminados de las listas de Twin Galaxies y del Libro Guinness de los Récords, y se le prohibió enviar puntajes futuros, lo que lo incluyó en la lista negra de los juegos competitivos.
Mitchell mantuvo una base de admiradores a lo largo de su vida pública como líder en juegos retro, con David Ramsey, escribiendo para el Oxford American en 2006, refiriéndose a Mitchell como «probablemente el mejor jugador de videojuegos de arcade de todos los tiempos».El logro más destacado de Mitchell fue haber obtenido el primer puntaje perfecto de 3 333 360 puntos en el juego arcade original de Pac-Man el 4 de julio de 1999, que se mantuvo como el récord original hasta abril de 2018, cuando se eliminó del registro junto con sus otros puntajes.
Durante los primeros años de la década de 2000 y 2010, Mitchell fue un tema de entrevistas frecuentemente solicitado para documentales sobre el mundo de los juegos competitivos y los juegos retro, incluyendo Chasing Ghosts: Beyond the Arcade (2007), The King of Arcades (2014), y Man vs Snake: The Long and Twisted Tale of Nibbler (2015). Además, Mitchell fue un tema del documental de 2007 The King of Kong: A Fistful of Quarters (2007), que sigue sus intentos de mantener su puntaje alto en Donkey Kong después de que fue amenazado por un recién llegado al mundo de los juegos competitivos, Steve Wiebe. Una cinta VHS que Mitchell le dio a Twin Galaxies durante el documental resultó ser instrumental en la investigación de 2018 sobre las trampas de Mitchell, y el equipo que dirigió la investigación citó los extras de DVD de la película como una evidencia crucial para exponer a Mitchell.
Además de los juegos profesionales, Mitchell posee la cadena Rickey's World Famous Restaurant, con sede en Hollywood, Florida, y vende una línea de salsas conocidas como Rickey's World Famous Sauces.

## Biografía
Mitchell nació en Holyoke, Massachusetts y creció en el sur de Florida. Comenzó a jugar a los doce años. Como jugador dominante de pinball, inicialmente no estaba interesado en los videojuegos, que aparecieron a principios de los 80, hasta que notó que «todos estaban parados alrededor de la máquina Donkey Kong y querían atención».
Mitchell asistió a la Chaminade-Madonna College Preparatory School en 1983 y pronto comenzó a trabajar como gerente en la cocina del restaurante de sus padres, «Rickey's Restaurant». Mitchell asumió la propiedad de Rickey's World Famous Hot Sauce a mediados de la década de 1980, y continuó siendo propietario y administrador de la marca en 2016.
En 2015, Mitchell presentó una demanda contra Cartoon Network diciendo que en Un Show Más, un personaje que hace trampa en los videojuegos llamado Garrett Bobby Ferguson (GBF) infringió su imagen. La jueza Anne Elise Thompson del Tribunal de Distrito de los Estados Unidos para el Distrito de Nueva Jersey desestimó la demanda, diciendo que «el personaje de televisión no coincide con el demandante en apariencia».
Mitchell tiene una rivalidad de larga data y bien publicitada con su coprotagonista de King of Kong, Roy Shildt (alias «Mr. Awesome»); de acuerdo con esa película, la animosidad se desarrolló primero entre los hombres después de que Mitchell causó que la puntuación alta de Shildt en Missile Command fuera cuestionada. Shildt, a su vez, ha disputado la credibilidad de Mitchell y lo acusó de hacer trampa. En un incidente durante el International Video Game Hall of Fame de 2010, Shildt fue expulsado de las instalaciones luego de difamar vehementemente a Mitchell en público. Mitchell ha declarado que evita la interacción con Shildt.

## Vida personal
Mitchell tiene el pelo largo y lleva corbata mostrando patriotismo estadounidense durante las competiciones de juegos. Las corbatas aparecieron durante su carrera de 1999 para convertirse en la primera persona en lograr un juego perfecto de Pac-Man. Uno de sus competidores, Rick Fothergill, vestía una capa de bandera canadiense y se hacía llamar «Capitán Canadá». Mitchell comenzó a usar sus lazos patrióticos en respuesta.
El hijo menor de Mitchell, William «Billy» Mitchell III, está clasificado como uno de los principales prospectos de fútbol americano entre los pateadores en la clase de secundaria de 2017.
Mitchell es el hermano de Karen Harrington, una política republicana del sur de Florida que ha llevado a cabo dos campañas infructuosas (2010 y 2012) para reemplazar a Debbie Wasserman Schultz en la Cámara de Representantes de los Estados Unidos.

## Carrera como jugador de videojuegos

### The King of Kong: A Fistful of Quarters
El documental de 2007 The King of Kong: A Fistful of Quarters cuenta la historia del intento del recién llegado Steve Wiebe de superar el puntaje máximo de Billy Mitchell en el juego Donkey Kong, que Mitchell había establecido en 1982.
Mitchell nunca apareció para jugar el juego en la película, aunque afirma la importancia de jugar en público, diciendo: «Para mí, lo más importante es viajar a un lugar autorizado, como Funspot que lo hace oficial. Si mañana Tiger Woods juega golf, un 59, gran cosa. Si lo hace en Augusta, ahí es donde cuenta». Sin embargo, a lo largo de la película Wiebe viajó a varios lugares como Funspot para interpelarlo públicamente, y cada vez Mitchell se negó. Más controversia surgió cuando en Funspot, Wiebe estableció el récord de puntaje en vivo de Donkey Kong y recibió reconocimiento oficial, algo que no recibió por enviar una cinta en la que anotó el primer millón de puntos en el juego. Unas horas más tarde, una cinta presentada por Mitchell en la que obtuvo más de un millón de puntos fue aceptada, y Wiebe perdió su registro. La película registra la especulación de que la cinta de Mitchell pudo haber sido fraudulenta. En la ciudad natal de Mitchell más tarde, Wiebe esperó durante cuatro días a interpelar a Mitchell, quien apareció un día y se negó a jugar contra Wiebe. En la película, Wiebe, mientras juega, saluda a Mitchell, que no responde, y le dice a su esposa, mientras se aleja, «hay ciertas personas con las que no quiero pasar demasiado tiempo». Mitchell no ofrece ninguna explicación por su comportamiento hacia Wiebe, pero luego explicó que, en el momento del rodaje, no había jugado videojuegos durante «más de un año», y que los realizadores no le habían dado suficiente advertencia previa para entrenar para intentar batir un récord. Seth Gordon, el director de la película, al referirse al personaje de Mitchell, dice que Mitchell «es un verdadero titiritero», «un maestro del control de la información» y que había muchas «cosas que no pudimos incluir debido a las reglas telefónicas interestatales».
Al final de la película, Wiebe supera el puntaje de Mitchell para obtener un nuevo récord grabado de Donkey Kong.
En una entrevista de 2007, Mitchell declaró que nunca esperó interpretar el papel del villano y que no anticipó el odio por correo y las llamadas telefónicas que recibiría después de la publicación.

### Récords trasKing of Kong
El 26 de julio de 2007, en el 25° aniversario de la primera actuación de Mitchell en el montaje de récords, Mitchell volvió a retomar el récord de Donkey Kong con un puntaje de 1 050 200, aunque ese puntaje fue superado el 26 de febrero de 2010 por Hank Chien, quien temporalmente fue el poseedor del récord de Donkey Kong. Mitchell recuperó su título una vez más el 24 de julio de 2010; era la última vez que mantendría el récord. El récord se rompió en numerosas ocasiones durante los siguientes seis años por Wiebe, Chien, Wes Copeland y Robbie Lakeman; cada uno mantuvo el registro al menos dos veces en ese lapso. El 2 de febrero de 2018, Robbie Lakeman estableció el nuevo récord mundial con 1 247 700.

### Acusaciones de fraude y eliminaciones de altas puntuaciones
El 2 de febrero de 2018, Donkey Kong Forum eliminó tres de los puntajes más altos de Mitchell de su lista de puntajes altos luego del análisis de Jeremy Young, quien afirmó que los puntajes se establecieron usando el emulador arcade MAME en lugar del hardware arcade. Mitchell declaró en el East Side Dave Show: «Nunca he jugado MAME. No tengo MAME cargado en mi casa». Mitchell continúa diciendo: «La grabación de la película que tiene, que Jeremy tiene, muestra MAME play... No estoy disputando lo que dice. Lo que estoy disputando es el hecho de que quiero que tenga la cinta original». El análisis de Young ha sido criticado por Mitchell por ser una cinta alterada que de otra forma coincide con el juego pixel-for-pixel de Mitchell, a lo que Young responde que «la cantidad de previsión, paciencia y conocimiento técnico requerido sería asombroso» para hacer esas cintas.
El 12 de abril de 2018, Twin Galaxies anunció que una investigación realizada sobre los puntajes presentados por Mitchell encontró evidencia concluyente de que Mitchell no usó una placa de circuito original no modificada de Donkey Kong para la filmación de sus dos puntajes más altos, pero no pudo confirmar que estaba usando específicamente Software MAME. Twin Galaxies dijo que habían eliminado las puntuaciones de Mitchell de sus registros y que se le prohibiría enviar puntajes en el futuro.
Posteriormente, Guinness World Records emitió una declaración que eliminaría todos los puntajes de Mitchell: «Los títulos de Guinness World Records relacionados con los puntajes más altos del Sr. Mitchell en Donkey Kong han sido descalificados debido a que Twin Galaxies es nuestra fuente de verificación para estos logros». La eliminación también incluye el puntaje máximo de Pac-Man de Mitchell y el primer juego perfecto grabado: «Twin Galaxies fue la fuente original de verificación de estos títulos de registro y, de acuerdo con su decisión de eliminar todos los registros del Sr. Mitchell de su sistema, hemos descalificado al Sr. Mitchell como el titular de estos dos registros».
Hasta la fecha, Mitchell tiene un solo puntaje alto de Donkey Kong público de 933 900 desde 2004.

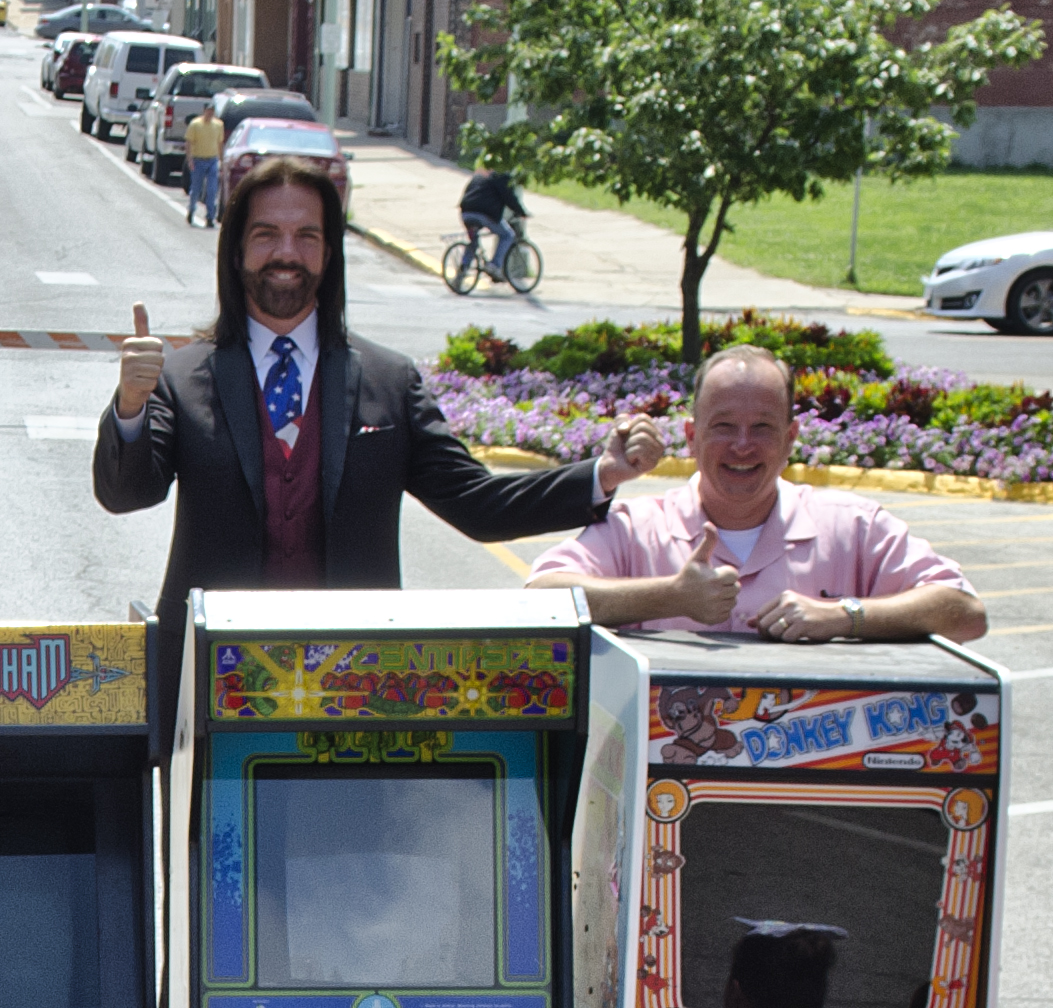
Mitchell con su amigo Steve Sanders durante la sesión de fotos de la reunión de Life Magazine, Ottumwa 2014

## Puntajes notables

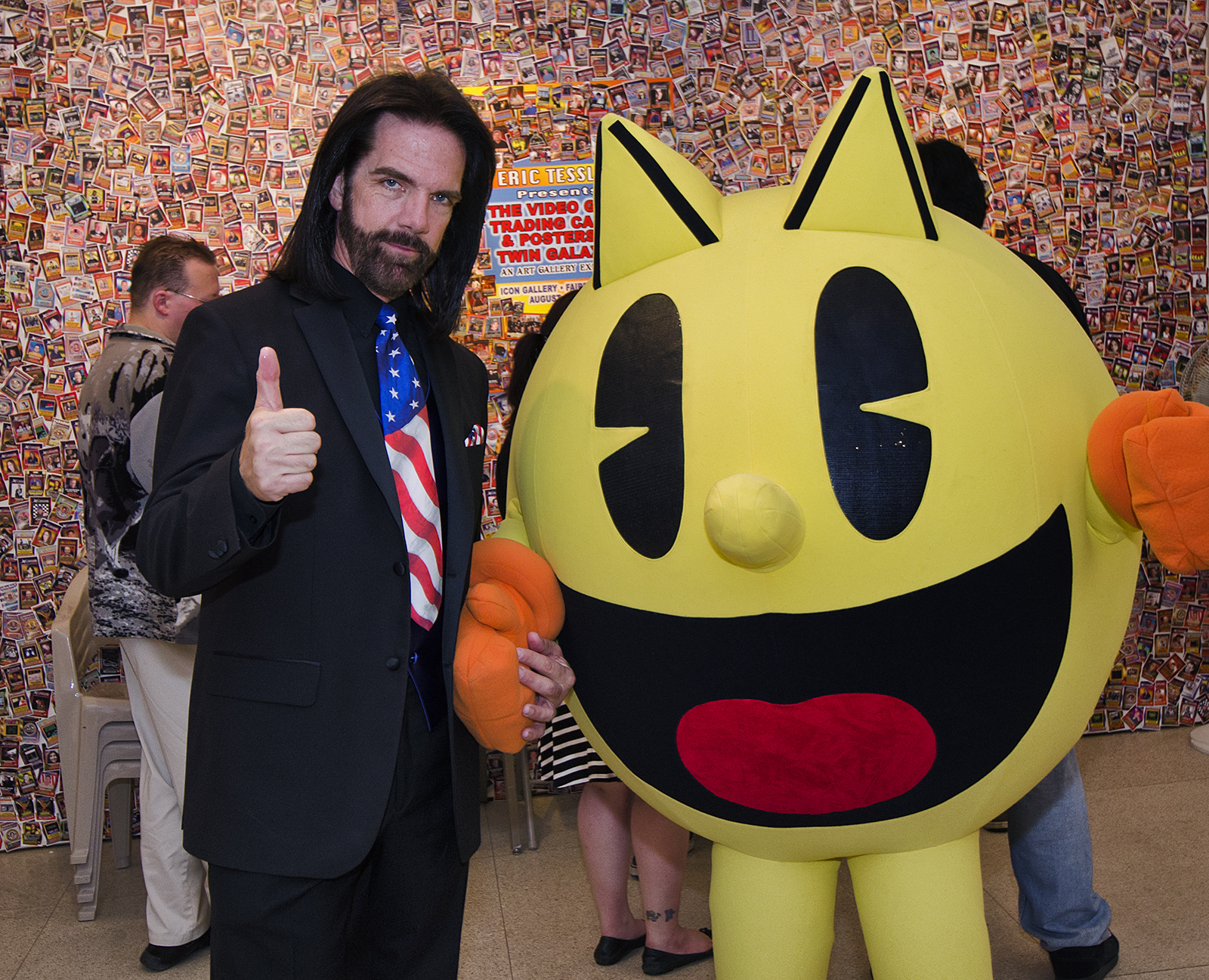
Billy Mitchell y Pac-Man dan un «thumbs up» en el evento de cartas intercambiables Twin Galaxies/Walter Day de 2014 en la galería de arte Icon, Fairfield Iowa

Mitchell estableció récords de puntaje alto en una serie de juegos en la década de 1980 y 1990. Décadas después de su configuración de 1982 de un puntaje inicial más alto en Donkey Kong, y después de un regreso a logros récord entre 2004 y 2010, otros han igualado o superado los logros de Mitchell. Ninguno de estos registros se consideran válidos por Twin Galaxies o por el Libro Guinness de los Récords a partir del 12 de abril de 2018.
- Junto con su amigo Chris Ayra alcanzaron el nivel 256 de «pantalla dividida» de Pac-Man a mediados de 1983. Mitchell comentó sobre esto en 2016 diciendo que había logrado la «perfección».[37]
- Logró el primer puntaje general más alto reconocido en Donkey Kong, con 886 900 en 1982.
- Él movió el puntaje récord de la Ms. Pac-Man a 703 560 en enero de 1985. Este puntaje no fue superado hasta 2001, por Chris Ayra.[38]
- Movió la puntuación récord de Donkey Kong Jr. a 957 300 en 2004.[39]
- Movió la puntuación récord para BurgerTime a 7 881 050 en 1984. Esta puntuación no se superó hasta 2005.[40]
- Se convirtió en la quinta (y última persona para 2015) en lograr un puntaje en Centipede, en maratón, de más de 10 millones de puntos, alcanzado el 8 de julio de 1985.
- Recuperó los récords mundiales de Donkey Kong (1 062 800 puntos) y Donkey Kong Jr. (1 270 900) durante el fin de semana del 24 de julio de 2010.[41] En 2015, ambos registros fueron superados. El registro de Donkey Kong fue eliminado por primera vez en febrero de 2018 por los foros de Donkey Kong. Este proceso y la evidencia producida ayudaron a Twin Galaxies a eliminar los registros en abril de 2018 después de que una investigación concluyera que Mitchell no usó una versión original no modificada del hardware arcade de Donkey Kong, sino un emulador u otro medio no permitido para lograrlo.[42] También hay evidencia para sugerir que el puntaje fue falsificado.[43]

## Honores y legado
- En 1982, fue la primera persona en llegar a la pantalla de la muerte de Donkey Kong. Lo descubrió en una competencia de la revista Life después de alcanzar el nivel 22.[44]
- El 14 de enero de 1984, fue seleccionado como uno de los «Jugadores de videojuegos del año» por Twin Galaxies y el U.S. National Video Game Team.[45]
- El 17 de septiembre de 1999, fue proclamado el «Jugador de videojuegos del siglo» durante el Tokyo Game Show de 1999. En una ceremonia en la etapa de Namco, el fundador de la compañía, Masaya Nakamura, le entregó a Mitchell un premio que conmemora el primer juego «perfecto» en Pac-Man.
- El 24 de noviembre de 1999, ofreció USD 100 000 a la primera persona que pudiera terminar el «nivel de pantalla dividida» de Pac-Man.[46] El premio nunca se reclamó antes de la fecha límite del 1 de enero de 2000.
- El 21 de junio de 2006, MTV seleccionó a Mitchell como uno de los «10 videojugadores más influyentes de todos los tiempos». También fue nominado como líder de la manada de nerd.[47] Mitchell había aparecido previamente en el episodio de True Life «I'm A Gamer» en 2003.
- Mitchell se colocó octavo de ocho en el Campeonato Mundial de Pac-Man de Microsoft Xbox 360 el 4 de junio de 2007.[48]
- En 2008, Mitchell se convirtió en el primer jugador de videojuegos en ser honrado con una tarjeta intercambiable Topps Allen & Ginter.[49]
- En la película de 2015 Pixels, Peter Dinklage interpreta al ex campeón de videojuegos «Eddie», con apariencia física y personalidad inspirada en Mitchell y otros jugadores. Curiosamente, en un momento de la película, se descubre que este personaje hizo trampas en varios juegos para ganar campeonatos, algo similar a lo que hizo Mitchell y que se descubrió en 2018.[50][51]
- Un personaje similar a Mitchell llamado Garrett Bobby Ferguson (GBF) aparece en Regular Show. Mitchell, sin embargo, se ofendió en la representación (un villano que hace trampa en los videojuegos) y presentó una demanda, que fue rechazada por el juez.[52][53]
- El personaje exclusivo de la cinta Una película de Minecraft de 2025 interpretado por Jason Momoa, conocido como Garrett "The Garbage Man" Garrison, está levemente inspirado en Billy Mitchell, debido a que en el pasado del personaje para la película también era un famoso gamer de videojuegos arcade que rompió records mundiales en el pasado.

## Lectura adicional
- Joshuah Bearman (July 2008). «The perfect game: Five years with the master of Pac-Man». Harper's 317 (1898): 65-73. Archivado desde el original el 25 de enero de 2018. Consultado el 3 de julio de 2018.
- Good, Owen S. (14 de abril de 2018). «The King of Kong may be dethroned, but Billy Mitchell still belongs to history». Polygon. Consultado el 14 de abril de 2018.
- Details of Jeremy Young's analysis of Mitchell's gameplay tapes